# II. Gázi Giráj krími kán
II. Gázi Giráj vagy Bora Gázi Giráj (krími tatár: ٢ غازى كراى, II Ğazı Geray; بورا غازى كراى, Bora Ğazı Geray), (1551 – 1608 márciusa) krími tatár kán.

## Élete
Gázi I. Devlet Giráj kán fia volt. Bátyja, II. Mehmed uralkodása idején egy balul sikerült perzsiai hadjáratban fogságba esett és hét évig raboskodott Kaahka (Kaahka-Kala) erődjében, míg végül sikerült megszöknie és visszamenekülnie Törökországba.
1588-ban fivére, II. Iszlám kán halála után a szultán őt nevezte ki krími kánnak. Gázi azonnal hozzálátott hogy stabilizálja az ország kaotikus belső állapotát. Megbüntette azokat akik felelősek voltak II. Mehmed meggyilkolásáért (elsőnek fivérét Alpot, aki maga is megpróbálta megszerezni a káni címet), kibékítette a torzsalkodó klánokat és visszahívta a külföldre menekülteket, elsősorban az Asztrahányba menekült Manszur klánt. Jelentősen megnövelte a káni testőrség létszámát, hogy kevésbé függjön a nemzetségektől. Kalgának öccsét, Fetihet nevezte ki, núreddinnek pedig unokaöccsét Szafát.
1596-ban az isztambuli vezír rábeszélte a szultánt, hogy menessze Gázit és helyette Fetihet nevezze ki kánnak. A vezír azonban rövidesen meghalt, és Gázi még ugyanabban az évben visszatért. Szigorúan leszámolt az ügyét elárulókkal, Fetihet kilenc fiával együtt megölette, ugyanúgy mint az általa kinevezett kalgát és núreddint, akik pedig neki is rokonai voltak. A kalga Szelamet öccse, a núreddin pedig Devlet unokaöccse lett, ám az előbbi a mindenkire gyanakvó Gázi elől Isztambulba menekült, utóbbi pedig hamarosan pozícióját, majd életét vesztette.

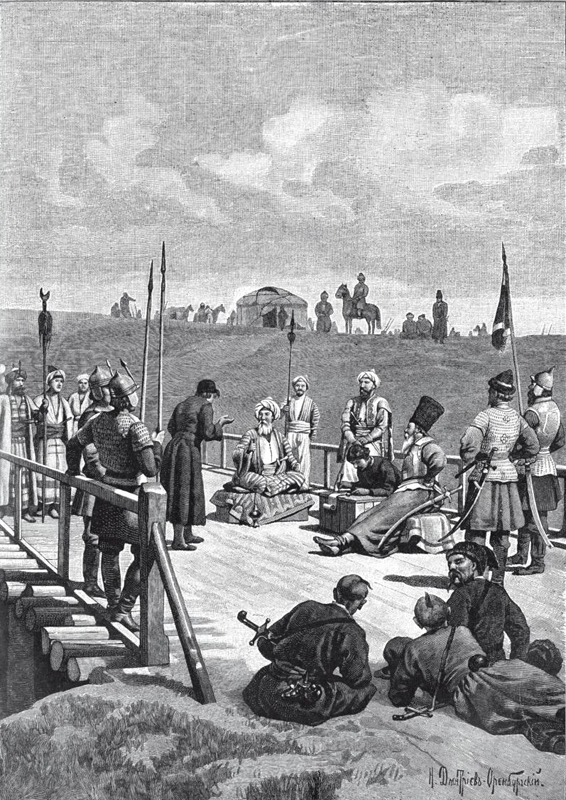
Béketárgyalások II. Gázi követe és Hvorosztyinyin herceg között. 19. századi rajz

Gázi egyezséget kötött a svédekkel Lengyelország-Litvánia ellen, és hogy hátát biztosítsa, barátságos levelet írt I. Fjodor orosz cárnak. Ám mikor a pillanatot megfelelőnek látta, 1591-ben a nogáj tatárokkal szövetségben rátámadt a moszkovitákra, átkeltek az Okán, megfutamították Vlagyimir Bahtyejarov-Rosztovszkij herceg csapatait és Moszkva alatt rátaláltak a szekérvárral biztosított cári főseregre. Több elveszített összecsapás után a tatár sereg elvonult. Visszavonulás közben folyamatosan zaklatták az orosz lovasok és több száz tatárt megöltek vagy foglyul ejtettek.
Gázi ezután újabb levelet írt a cárnak, melyben javasolta a békés viszonyok visszaállítását, sőt kilátásba helyezte, hogy elszakad az Oszmán Birodalomtól, ám eközben tatár portyázók folyamatosan fosztogatták Dél-Oroszországot. 1594-ben a szultán engedélyével békét kötött a cárral és Vaszilij Sujszkij idejéig a békét mindkét oldalról megtartották, főleg azért, mert a krími seregek máshol voltak lekötve.
1593-ban kitört a tizenöt éves háború a törökök és osztrákok között és a krími tatárok rendszeresen segítséget nyújtottak a szultánnak. Gázit nagy tisztelettel övezték Isztambulban, mert harcosai több alkalommal is szorult helyzetből mentették ki a török csapatokat.
II. Gázi Giráj tehetséges költő is volt, verseit Gazáji(Ğazaiy) álnév alatt írta. Olyan költeményei maradtak fent, mint a Rózsa és csalogány, Kávé és bor, Dolab. Művei a krími kánság irodalmának kiváló képviselői.
Féktelen, könnyen feldühödő természete miatt Gázi a Vihar (Bora) melléknevet kapta tatárjaitól.
1608-ban pestisben meghalt, sírja Bahcsiszerájban van.

## Fordítás
- Ez a szócikk részben vagy egészben  a(z)   Газы II Герай című orosz Wikipédia-szócikk ezen változatának fordításán alapul.  Az eredeti cikk szerkesztőit annak laptörténete sorolja fel. Ez a jelzés csupán a megfogalmazás eredetét és a szerzői jogokat jelzi, nem szolgál a cikkben szereplő információk forrásmegjelöléseként.

| Előző uralkodó: II. Iszlám Giráj | Krími kán 1588 – 1596 | Következő uralkodó: I. Fetih Giráj |

| Előző uralkodó: I. Fetih Giráj | Krími kán 1596 – 1608 | Következő uralkodó: Toktamis Giráj |